# Rukla
Rukla is een plaats in de gemeente Jonava in het Litouwse district Kaunas. De plaats telt 2376 inwoners (2001).